# دروغگو دروغگو
دروغگو دروغگو (به انگلیسی: Liar Liar) فیلمی محصول سال ۱۹۹۷ با بازی جیم کری است. کری توانست به خاطر بازی در این فیلم برای دریافت جایزهٔ گلدن گلوب نامزد شود.

## خلاصهٔ داستان
داستان این فیلم حول آرزوی پسر وکیل دروغگویی به نام فلچر رید می‌گردد مبنی بر این که پدرش دیگر نتواند دروغ بگوید. در آخر فلچر متوجه می‌شود که بدون دروغ گفتن هم می‌شود موکل را تبرئه کرد.